# Sparbankshuset, Umeå
Sparbankshuset är en byggnad i centrala Umeå, uppförd 1915-1917 åt Västerbottens läns sparbank efter ritningar av Torben Grut. Byggnaden räknas som byggnadsminne sedan 1979. Idag (2021) har Swedbank sina lokaler i byggnaden.

## Byggnaden
Byggnaden består av två rektangulära byggnadskroppar i tre våningar som sammanfogats till en vinkelbyggnad. Den gamla huvudentrén ligger i det indragna hörn där dessa byggnadskroppar möts. Sockeln består av röd granit och ytterväggen är uppförd i Helsingborgstegel murat i fogstruket munkförband. Ytterväggens murpelare artikuleras i fasaden med lisener. De branta, valmade taken är skiffertäckta och takkuporna är klädda i kopparplåt. I bottenplanet är fönster- och portöppningarna välvda i ellipsbåge och försedda med djupt sittande fönstersnickerier i ek. De övre våningarnas fönsteröppningar har ett rakt avslut och vitmålade fönstersnickerier placerade i murlivet.
Banken hade sina lokaler i bottenvåningen som även innehöll butikslokaler och kontor. På vindsplanet i den tre våningar höga byggnaden hittades vaktmästarbostad, två enkelrum och förråd. I källaren fanns kol- och vedkällare, tvättrum, matkällare samt bankvalv.

## Tillkomst
Västerbottens läns sparbank hade sedan dess grundande 1854 haft en rad olika lokaler. Länge delade banken lokaler med Västerbottens enskilda bank, tills man flyttade till järnhandlare Bäcklunds hus, nuvarande Storgatan 49. Lokalerna förstördes vid den förödande stadsbranden 1888 och banken förvärvade istället Färgare Höglanders gård, nuvarande Storgatan 41, där bottenvåningen inreddes till banklokal. 1914 var bankens behov av större lokaler så stort att beslut togs om nybyggnad. Fastigheterna Oden 2b och 3 inköptes för en summa av 80 000 kr och arkitekten Torben Grut anlitades till att rita en stenbyggnad i tre våningar som skulle inrymma en tidsenlig lokal för sparbanken. Den lokala byggnadsfirman Bäckström & Strömberg fick i uppdrag att uppföra byggnaden, som stod färdig 1 september 1917 till en sammanlagd kostnad av 398 000 kr. I sitt besiktningsutlåtande uttryckte Grut sin tillfredsställelse över byggnadens utförande. Dock noterade han att de rikt ornamenterade smidesgallren i bottenvåningens fönster mot Storgatan monterats bak och fram, men underströk att felet inte behövde korrigeras.

## Senare historia

### Tillbyggnad
Med tiden kom Sparbankens behov av lokaler att öka. 1969 beviljades byggnadslov för om- och tillbyggnad för bankhuset. Innergården bebyggdes med en förlängning av den befintliga bankhallen. Två nya entréer ersatte den gamla: En mot Västra Rådhusgatan och en via Domus varuhus. Majoriteten av bostadslägenheterna på de övre våningarna byggdes om till kontor.

### Vibrationsskador
Eftersom den ursprungliga delen är byggd på naturmark och tillbyggnaden står på pålad grund bildades 2012 sprickor i byggnaden till följd av pålningsarbetet vid byggnationen av det intilliggande kulturhuset Väven. Den ursprungliga delen rörde på sig medan den nyare stod stadigt, vilket medförde spänningar i byggnaden med sprickor som följd. Skadorna ansågs dock inte vara så stora att bygget behövde stoppas.